# Михайлівський район
Миха́йлівський райо́н — колишній район у південно-західній частині Запорізької області України. Районний центр — Михайлівка. Населення становить 28 тис осіб (2019 р.). Площа району 1067 км². Утворено 7 березня 1923 року.

## Географія

### Розташування
Межує з Василівським, Токмацьким, Мелітопольським та Веселівським районами. 
Загальна площа — 1067 тис. км². Відстань до обласного центру 70 км, до найближчої залізничної станції — 7 км.
Михайлівський район розташований на Причорноморській рівнині. Подекуди місцевість розрізана балками, ярами та промоїнами. Ґрунти представлені чорноземами звичайними малогумусними — 65,5 тис.га, чорноземами південними — 9,9 тис.га, луговими чорноземами — 22,9 тис.га, що утворилися на лісах під степовою трав'янистою рослинністю.
Михайлівський район розташований на водороздільному плато, між р. Дніпро та р. Молочною, де немає жодної річкової долини, жодної більш-менш вираженої значної балки. У зв'язку з цим, Михайлівський район по рельєфу можна розділити на західний і східний підрайони.
Західний підрайон Михайлівського району являє собою понижену безстічну рівнину. Ця рівнина покрита пласкими западинами з пологими, ледь помітними схилами, так званими подами. Найбільші поди мають діаметр у кілька кілометрів і глибину близько 6-10 м (Тимошівський под), середні поди — глибина близько 1 м і діаметр близько 1 км та інші мілкі поди, які мають кілька десятків метрів у діаметрі і незначну глибину (10-50 см). Міжподовий простір являє собою рівнинне плато з найбільшою відміткою над рівнем моря 75 м. Тимошівський под є найширшим подом у районі. Цей под охоплює близько 5 тис. га земель. Відмітка найнижчого місця поду, у порівнянні з відміткою водороздільного плато, досягає 10 м. Схили подів надзвичайно пологі, ледь помітні, але в деяких випадках вони стають крутішими і коротшими. Поди являють собою водозбірні басейни безстічного степу і часто у вологі роки затоплюються водою, в сухі ж роки, особливо після безсніжних зим, вони вже з ранньої весни пересихають.
Східний підрайон являє собою спокійне водороздільне плато, які пересікаються кількома неглибокими балками та улоговинами. Цей підрайон займає одну третину Михайлівського району. Тут у формуванні рельєфу взяла участь р. Молочна. Землі підрайону знаходяться на її правому березі, більша їх частина розміщена на водороздільному плато.
Молочна являє собою типову південну степову річку з непостійним водостоком. Водою на всьому протязі вона заповнюється тільки восени (в період випадіння значної кількості опадів) і навесні після танення снігу і весняних опадів. Влітку і в першій половині осені вона пересихає, залишаючи тільки відокремлені один від одного плеса. Русло річки добре виражене у вигляді неширокого і неглибокого, але сильно меандруючої канави.
Долина річки Молочної явно асиметрична. Правий берег її високий і крутий з дуже коротким переходом у водороздільне плато. Лівий берег низький і пологий, терасований і поступово переходить у водороздільне плато. На територію Михайлівського району заходить тільки правий берег (Старобогданівська сільська рада).
Плато являє собою вирівняну поверхню з дуже невеликими пониженнями і підвищеннями.
Північна частина підрайону більш хвиляста і порізана мілкими і середніми улоговинами і балками. Основна тенденція напрямку балок з південного-сходу на північ та північний захід. Основна балка «Чебарі» простягається від кордону Токмацького району з південного-сходу на північ до кордону Василівського району, між селами Українка і Калинівка. До неї підходять з південного сходу і півдня невеликі тальвеги.
Схили балок положисті. Дно балок вузьке, шириною 50-60 м і менше. Деякі схили балок мають багато середніх і мілких діючих ярів та промоїн, які являють собою поглиблення, які мають з трьох сторін круті стрімкі схили.

### Водні ресурси
Водні ресурси Михайлівського району небагаті: кілька ставків по балках у північній частині району та річка Молочна в селі Старобогданівка. Основним джерелом задоволення питних та господарських потреб району у воді в даний час є ґрунтові води. Основним джерелом зволоження на території району є атмосферні опади.
Зволоження відбувається нерівномірно. На більш вирівняних ділянках водорозділу опади розподіляються більш рівномірно і глибоко проникають у ґрунт, на схилах водороздільного плато і балок значна частина води стікає і тим більше, чим крутіше схил. На шлейфі схилів, днищах балок і подів зволоження набагато краще. Ґрунтові води на території району залягають на глибині 4-12 м і на ґрунтоутворюючий процес ніяк не впливають.
У західному підрайоні, де яри і балки відсутні, на опади, які випадають чи усмоктуються безпосередньо ґрунтом на місці випадіння, або ж збираються в цих замкнутих безстічних депресіях — подах, звідки вони в значній мірі випаровуються, а частина досягає ґрунтових вод.
Ґрунтові води слабко мінералізовані. Смакові якості цих вод погані, але для вживання придатні. У заплаві річки ґрунтові води залягають на глибині 0,8-1,5 м. На смак вони гірко-солоні, а саме мінералізовані. Ці води беруть безпосередню участь у ґрунтоутворюючому процесі.
Водне господарство Михайлівського району базується на використанні водних ресурсів підземних вод і стічних поверхневих водопотоків. Водогосподарчими об'єктами, які розташовані на території району є: малі водойми, які розташовані головним чином у балках, артезіанські свердловини, шахтні колодязі, водопроводи у населених пунктах району.
У районі налічується 13 ставків, загальна площа яких становить 59,7 га. Ставки використовуються для нагулу водоплавної птиці, розведення риби, водопою худоби. Рибне господарство району слабко розвинуте, більшість ставків заселено дикою рибою, значна частина ставків потребує ремонту, лісозахисту, облаштування ілофільтрів. Зважаючи на відсутність належних топографічних умов, можливостей для розширення мережі ставків в районі немає.
Водопостачання району здійснюється переважним чином зі свердловин, глибина яких коливається від 41 до 286 м. Частина населення споживає воду шахтних колодязів, глибина яких коливається від 4 до 20 м.

### Клімат
Територія Михайлівського району характеризується континентальним кліматом — посушливим і спекотним. За агротехнічним районуванням області Михайлівський район належить до другого агрокліматичного району, який займає центральну зону області. Ця зона характеризується високими тепловими ресурсами. Сума позитивних температур більше 10 °C за вегетаційний період досягають 3100-3200 °C. Кількість опадів з квітня по вересень становить 240—260 см.
Зима постійно з нестійкою погодою. Поряд з низькими температурами — 8-23 °C наступає різке потепління з температурою +4-7 °C. Такі різкі коливання температур негативно впливають на зимівлю озимих. Висота сніжного покриву досягає 13 см, дуже не стійка, сніг швидко тане з настанням відлиги. Часто в зимовий період замість снігу випадає дощ, виникає крижана кірка. Глибина промерзання ґрунту в середньому становить 25-30 см, мінімальна — 15 см, а максимальна 100 см. Тривалість безморозного періоду в середньому становить 165 днів. Згідно з даними Пришибської метеостанції останні заморозки на поверхні ґрунту припиняються в середньому 16 квітня. Перші осінні заморозки настають в середньому 6 жовтня. Так як вся місцевість району рівна то температурний режим практично однаковий.
Середньорічна кількість опадів в районі становить за багаторічними даними 410 мм. У зимові місяці опадів випадає мало. В літні місяці опадів випадає близько 38 % від річної кількості, часто у вигляді злив, а іноді злив із градом.
Кількість днів з вітровою посухою за весняно-літній період в середньому становить 59 днів, в тому числі на червень і липень припадає до 37 днів. Вітри, які панують переважно східного та південно-східного напрямку. Швидкість руху вітру в середньому 3-5 м/с. Іноді швидкість вітру досягає до 15-20 м/с. Кількість днів із сильними вітрами (понад 15 м/с) по району припадає в середньому до 30 дні на рік, частіше всього навесні.
Внаслідок того, що в районі панують східні та південно-східні сухі вітри, виникає значна посушливість клімату і наявність «суховіїв», які негативно впливають на врожайність сільськогосподарських культур, але попри це, в основному кліматичні умови району сприятливі для розвитку сільськогосподарського виробництва.

### Корисні копалини
На території Михайлівського району знаходяться поклади рудних та нерудних корисних копалин. Рудні корисні копалини представлені Переверзевським родовищем залізних руд. Запаси по категоріях: А+В+С 1 — 294752 тис. т, С 2 — 109301 тис. т. Нерудні корисні копалини представлені цегляно-черепичною сировиною (Михайлівське родовище (запаси 914 тис. м³), Високівське (запаси 1399 тис. м³)) та будівельними пісками (кар'єри по схилу долини р. Молочної в районі села Старобогданівки).
Михайлівське родовище розташоване на південно-східній окраїні районного центру. Площа 4,1 га на орних землях. Корисна копалина представлена темно-бурими суглинками середньою потужністю 3,2 м і суглинками жовтими середньою потужністю 3,0 м. Розкрив — ґрунтово-рослинний шар середньою потужністю 0,8 м. Родовище на глибині 6 м заводнене. Води не напірні з незначним дебітом. Лабораторними і напівзаводськими іспитами встановлена придатність суглинків для виготовлення цегли марки «100». Сушіння природне. Запаси суглинків по категоріях А+В+С 1 — 914 тис. м³.
Високівське родовище суглинків розташоване за 1,5 км на північ від с. Високе Михайлівського району. Площа 18 га на орних землях. Корисна копалина представлена палево-жовтими і жовто-бурими суглинками з лінзами червоно-бурих глин, рідко пісків. Середня потужність корисної товщі 7,8 м. Розкрита потужність суглинків 17,4 м. Середня потужність розкриву — 1,5 м. Рівень ґрунтових вод на глибині 6-8 м, рідше 1,5-2 м. За даними випробувань суглинки придатні для виготовлення цегли способом напівсухого пресування марки «75», що відповідає вимогам ДСТ 530-54. Запаси по категоріях А+В+С 1 — 1399 тис. м³.

### Ландшафти
За фізико-географічним районуванням Запорізької області, район лежить у межах Менчикурсько-Тимофівського і Великобілозерсько-Орлянського фізико-географічних районів Дніпровсько-Молочанської низовинної області Причорноморського степового краю Середньостепової підзони Степової зони.

## Адміністративний устрій
Адміністративно-територіально район поділяється на 2 селишні ради і 8 сільських рад, які об'єднують 48 населених пунктів та підпорядковані Михайлівській районній раді. Адміністративний центр — смт Михайлівка.

## Економіка

### Сільське господарство
У районі 6 тис. га еродованих орних угідь, 99 % орних земель розташовані на ухилах 0-1°. Найбільшу питому вагу в структурі економіки району займає аграрний сектор. Спеціалізація району — рослинництво і тваринництво. Основна промислова галузь — харчова.
Станом на 01.01.2009 у районі функціонувало 53 сільськогосподарських та 77 фермерських господарств.

### Підприємства
- ТОВ ВО «Моліс»
- ВПУ № 52,
- КП «Михайлівський комунгосп»
- ЗАТ «Пришибський Елеватор»
- Білозірська Геологорозвідувальна Експедиція Казенного Підприємства «Південукргеологія»

## Транспорт
Територію району перетинає автомобільна траса E105 (Москва—Сімферополь) та Придніпровська залізниця. Діє три залізничні станції. Зручне розташування району дає можливість виходу на Одеську залізницю та на Донецьк (станція Федорівка).

### Автомобільний транспорт
На території Михайлівського району експлуатується:
- — доріг територіального значення 50,3 км;
- — доріг районного значення 148,0 км;
- — доріг сільського значення 90,3 км;
- — всього доріг на території району — 288,6 км.

Ділянка магістральної автомобільної дороги державного значення М26 (Харків-Сімферополь) проходить територією району загальною протяжністю 28,8 км. Всі дороги мають тверде покриття.
На ринку пасажирських перевезень у Михайлівському районі діє 2 автоперевізники — приватний підприємець Куліш В. В. та ВАТ «АТП — 12309»

### Залізничний транспорт
Через територію району проходить колія Придніпровської залізниці, є 3 залізничних станції, крім того ця залізниця є частиною лінії Москва — Сімферополь. Зручне розташування району дає можливість виходу на Одеську та на Донецьку (станція Федорівка) залізниці.
На території району працюють три залізничні станції з можливістю приймання та розвантаження вантажних потягів. На станції Пришиб до залізничного сполучення приєднані підрозділ ВАТ «Запоріжнафтопродукт» Михайлівська нафтобаза, ВАТ «Пришибський КХП» та ВАТ «Михайлівський райагропостач».

## Населення
Розподіл населення за віком та статтю (2001)
| Стать | Всього | До 15 років | 15-24 | 25-44 | 45-64 | 65-85 | Понад 85 |
| --- | ------ | ----------- | ----- | ----- | ----- | ----- | -------- |
| Чоловіки | 15 219 | 3100        | 2055  | 4512  | 3709  | 1758  | 85       |
| Жінки | 17 858 | 2775        | 1942  | 4691  | 4661  | 3481  | 308      |
| \| Статево-вікова піраміда \| Статево-вікова піраміда \| Статево-вікова піраміда \| \| ----------------------- \| ----------------------- \| ----------------------- \| \| Чоловіки \| Вік \| Жінки \| \| 85 \| 85 + \| 308 \| \| 86 \| 80-84 \| 345 \| \| 287 \| 75-79 \| 856 \| \| 694 \| 70-74 \| 1268 \| \| 691 \| 65-69 \| 1012 \| \| 1175 \| 60-64 \| 1782 \| \| 547 \| 55-59 \| 753 \| \| 930 \| 50-54 \| 1006 \| \| 1057 \| 45-49 \| 1120 \| \| 1280 \| 40-44 \| 1315 \| \| 1158 \| 35-39 \| 1189 \| \| 1109 \| 30-34 \| 1119 \| \| 965 \| 25-29 \| 1068 \| \| 900 \| 20-24 \| 886 \| \| 1155 \| 15-20 \| 1056 \| \| 1334 \| 10-14 \| 1227 \| \| 1024 \| 5-9 \| 893 \| \| 742 \| 0-4 \| 655 \| |        |             |       |       |       |       |          |
| Статево-вікова піраміда |        |             |       |       |       |       |          |
| Чоловіки | Вік    | Жінки       |       |       |       |       |          |
| 85 | 85 +   | 308         |       |       |       |       |          |
| 86 | 80-84  | 345         |       |       |       |       |          |
| 287 | 75-79  | 856         |       |       |       |       |          |
| 694 | 70-74  | 1268        |       |       |       |       |          |
| 691 | 65-69  | 1012        |       |       |       |       |          |
| 1175 | 60-64  | 1782        |       |       |       |       |          |
| 547 | 55-59  | 753         |       |       |       |       |          |
| 930 | 50-54  | 1006        |       |       |       |       |          |
| 1057 | 45-49  | 1120        |       |       |       |       |          |
| 1280 | 40-44  | 1315        |       |       |       |       |          |
| 1158 | 35-39  | 1189        |       |       |       |       |          |
| 1109 | 30-34  | 1119        |       |       |       |       |          |
| 965 | 25-29  | 1068        |       |       |       |       |          |
| 900 | 20-24  | 886         |       |       |       |       |          |
| 1155 | 15-20  | 1056        |       |       |       |       |          |
| 1334 | 10-14  | 1227        |       |       |       |       |          |
| 1024 | 5-9    | 893         |       |       |       |       |          |
| 742 | 0-4    | 655         |       |       |       |       |          |

Етнічний склад населення району на 2001 рік:
- українці — 74 %;
- росіяни — 22,9 %;
- білоруси — 1,1 %;
- інші національності — 2 %[4].

## Освіта
У районі налічується 16 навчальних закладів. Навчальна діяльність двох закладів І ступеня тимчасово призупинена у зв'язку з відсутністю контингенту. В районі працює 13 шкіл, в яких навчається 2661 учень (районна гімназія, 9 загальноосвітніх шкіл, І-ІІІ ступенів, 1 спеціалізована школа І-ІІІ ступенів, 2 загальноосвітні школи І-ІІІ ступенів). Також 517 підлітків здобувають середню освіту в Вищому професійному училищі № 52.
У районі функціонують 7 постійно діючих дошкільних закладів.

## Туристичний потенціал

### Території та об'єкти природно-заповідного фонду
До природно-заповідного фонду Михайлівського району входить 6 об'єктів ПЗФ місцевого (обласного) значення, у тому числі 5 ботанічних і 1 ентомологічний заказники.
1. Ентомологічний заказник «Цілинна ділянка вздовж зрошувального каналу»
2. Ботанічний заказник «Урочище Старобогданівське»
3. Ботанічний заказник «Балка Зразкова»
4. Ботанічний заказник «Цілинна ділянка вздовж залізниці»
5. Ботанічний заказник «Цілинна ділянка вздовж залізниці»
6. Ландшафтний заказник «Тиха заводь»[6]

### Історико-культурні та археологічні пам'ятки
Курганний могильник «Куляб-Могила»

### Історико-архітектурні споруди
Млин кінця XIX ст.

## Політика
25 травня 2014 року відбулися Президентські вибори України. У межах Михайлівського району було створено 27 виборчих дільниць. Явка на виборах складала — 46,88 % (проголосували 11 366 із 24 245 виборців). Найбільшу кількість голосів отримав Петро Порошенко — 32,91 % (3 741 виборців); Сергій Тігіпко — 15,72 % (1 787 виборців), Юлія Тимошенко — 9,92 % (1 128 виборців), Петро Симоненко — 7,98 % (907 виборців), Михайло Добкін — 7,94 % (903 виборців). Решта кандидатів набрали меншу кількість голосів. Кількість недійсних або зіпсованих бюлетенів — 2,75 %.